# Megalastrum apicale
Megalastrum apicale är en träjonväxtart som beskrevs av Robbin C. Moran och J.Prado. Megalastrum apicale ingår i släktet Megalastrum och familjen Dryopteridaceae. Inga underarter finns listade.